# Nete (vattendrag i Belgien)
Nete är ett vattendrag i Belgien.   Det ligger i provinsen Antwerpen och regionen Flandern, i den centrala delen av landet, 24 km norr om huvudstaden Bryssel.
Runt Nete är det i huvudsak tätbebyggt. Runt Nete är det mycket tätbefolkat, med 1 018 invånare per kvadratkilometer.